# Castel San Vincenzo
Castel San Vincenzo è un comune italiano di 420 abitanti della provincia di Isernia in Molise.

## Geografia fisica

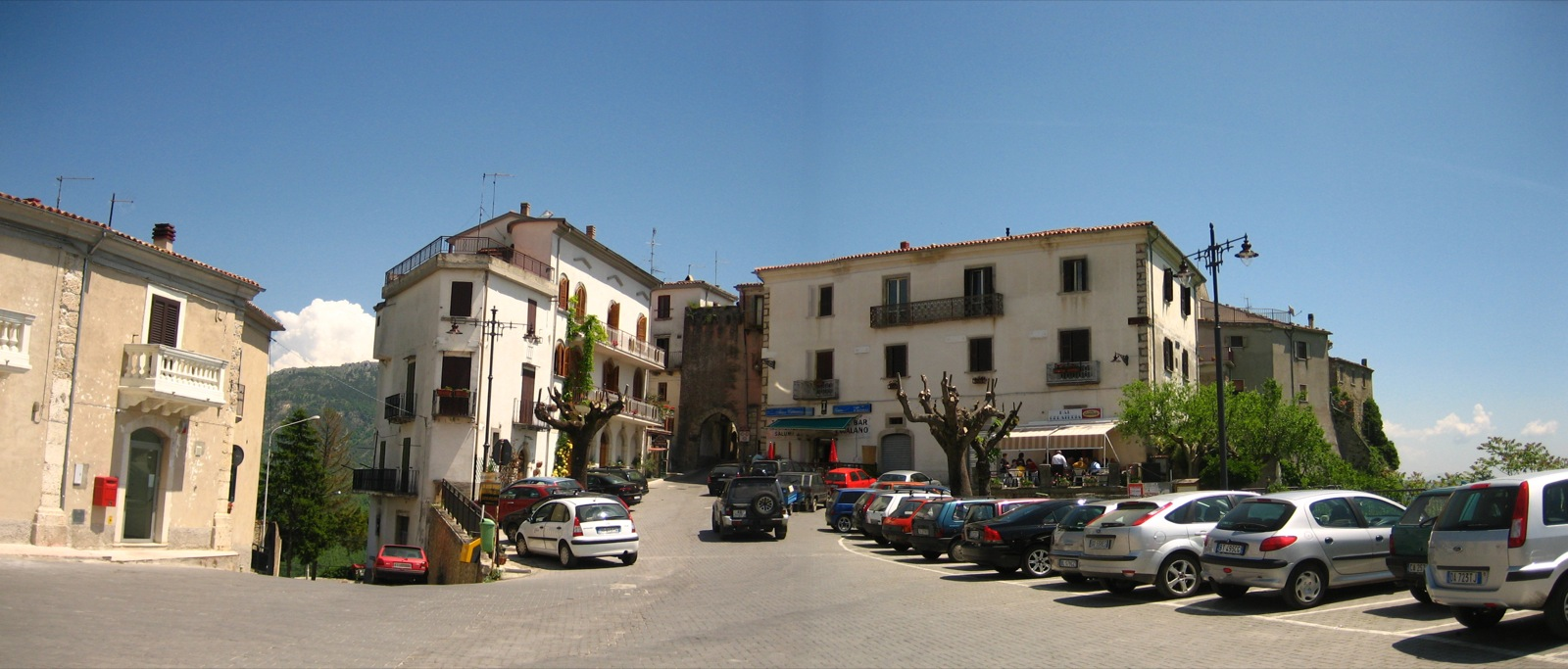
Piazza di Castel San Vincenzo

Il centro abitato è situato alle falde occidentali del monte Vallone. Al comune di Castel San Vincenzo appartiene inoltre la frazione de La Cartiera, così denominata per la presenza effettiva, nel secolo scorso, di una cartiera. La terra di Castel San Vincenzo, sul versante che volge a sud, conserva impianti di vecchi vigneti e di oliveti (che mal vegetano sul versante nord) ai quali non vengono più riservate le cure che la vecchia popolazione contadina, una volta, dedicava.

### Il lago artificiale

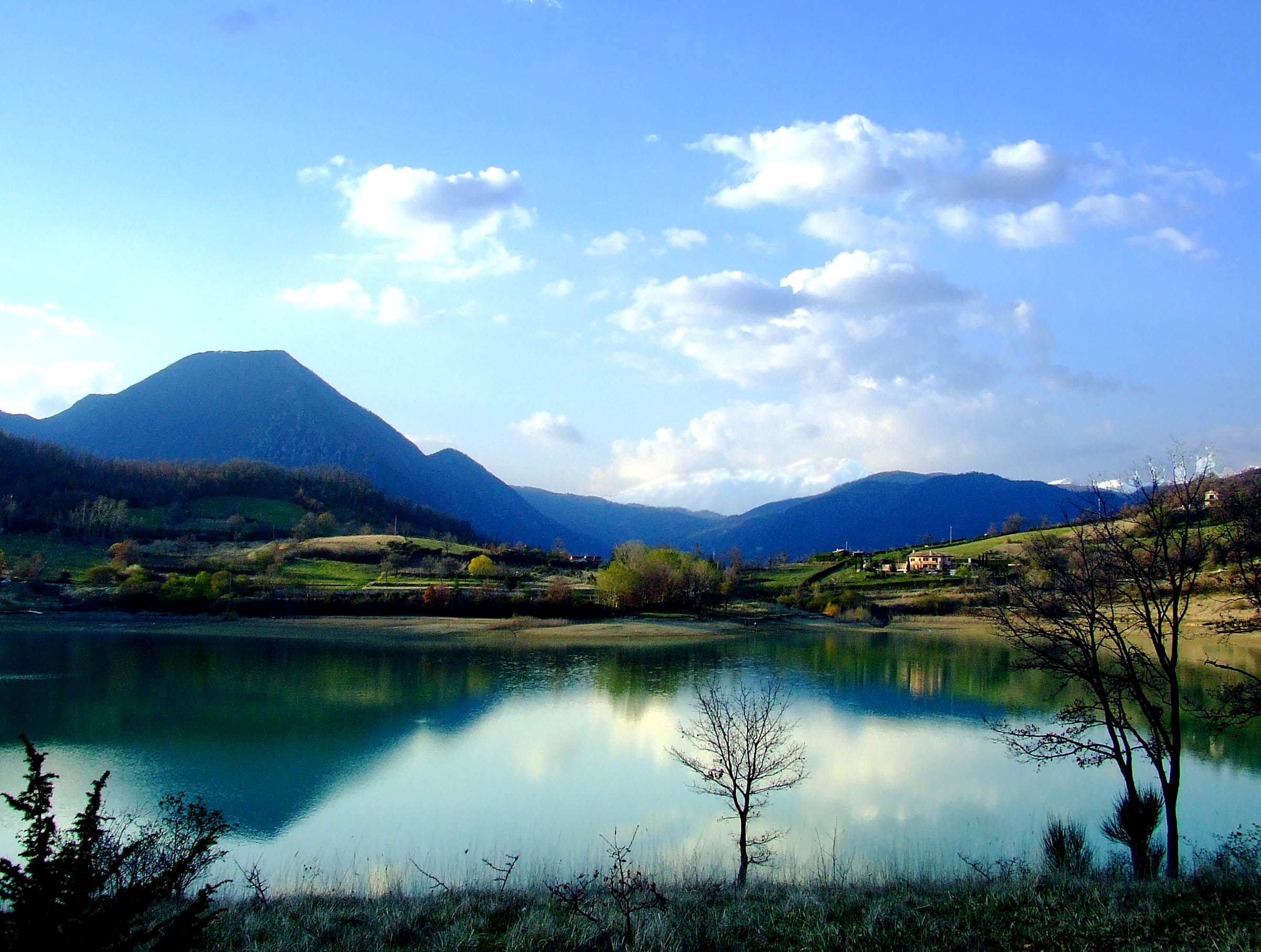
Il lago di Castel San Vincenzo

Il lago di Castel San Vincenzo è un invaso artificiale realizzato sul finire degli anni Cinquanta per scopi idroelettrici. Il lago occupa una superficie di 0,614 km² ed ha una capacità utile di 10 milioni di metri cubi. Le acque che alimentano il lago provengono principalmente dai torrenti della Montagna Spaccata nei vicini comuni di Alfedena e Barrea. Le acque di questi torrenti alimentano le centrali Enel di Pizzone, Rocchetta a Volturno e Colli a Volturno. Seppure artificiale, il lago è ben armonizzato con il paesaggio circostante di montagne e boschi. La fauna acquatica è costituita in prevalenza da salmonidi. In prossimità del lago, dove è possibile dedicarsi alla pesca e ad altri sport d'acqua, sono presenti un'area attrezzata per il camping e un maneggio.

## Storia

### Le origini medievali
Il territorio conserva le tracce di un villaggio agricolo di epoca tardo-romana e di un oratorio dedicato a San Vincenzo risalente al periodo tra il V e il VI secolo. Secondo la tradizione, tre nobili beneventani di origine longobarda, Paldo, Taso e Tato, tra il VII e l'VIII secolo edificarono un monastero benedettino nei pressi dell'oratorio, su un territorio donato dal duca di Benevento, sollecitati da Tommaso di Moriana, abate di Farfa, e dal papa. In pochi decenni il monastero divenne uno dei più importanti e ricchi a livello europeo, estendendo la propria influenza e creando un feudo, Terra Sancti Vincentii, con possedimenti in Campania, Abruzzo, Puglia e Basilicata.
Si narra che l'abbazia sia stata visitata da Carlo Magno; anche se non esistono testimonianze storiche al riguardo, è certo che il monastero «fu al centro di uno scontro aspro tra monaci longobardi fedeli al proprio duca e monaci favorevoli invece ai franchi, fino a quando l'intervento diretto di Carlomagno fece prevalere questi ultimi che, forti del suo sostegno, s'impegnarono nel potenziamento del cenobio e nella costruzione di una grande chiesa». Secondo i rilievi compiuti nel corso degli scavi effettuati dalla Scuola Britannica di Roma, la chiesa, che costituisce solo una parte del complesso degli edifici, aveva le dimensioni di 63 x 28.7 metri; tale constatazione fa ritenere che nella prima metà del IX secolo il complesso monastico di S. Vincenzo fosse uno dei più importanti d'Europa.
Nell'847 un violento terremoto devastò l'abbazia.
Nell'881 l'abbazia di San Vincenzo al Volturno venne saccheggiata da una banda arabo-berbera. Questa era penetrata in Campania e non aveva trovato alcuna difesa nei principi di Salerno e conti di Capua, anzi i feudatari longobardi ne avevano permesso il passaggio instradando gli arabi verso i territori sotto il controllo del Vescovo di Roma. La banda araba quindi distrusse l'Abbazia di San Vincenzo, come quella di Montecassino. I pochi monaci superstiti di San Vincenzo abbandonarono il fondo valle per farvi ritorno non prima del 914, con la conseguente ricostruzione del monastero.
Rimane aperto il dibattito se il primo insediamento di quelli che sarebbero divenuti i borghi di Castellone e San Vincenzo possa risalire al sacco arabo e quindi alla fine del IX secolo. Il primo documento riguardante Castel San Vincenzo è contenuto nel Chronicon Vulturnense ed è datato 942. Si tratta di un contratto livellare con la concessione per 29 anni di terre intorno al Castellum, una fortificazione presso un basso sperone roccioso non lontano dall'abbazia.
Il borgo assume nell'XI secolo il nome di Castrum Samnie e diviene il più importante villaggio della Terra Sancti Vincentii, quindi feudo dell'abbazia. Con il rafforzamento delle locali signorie feudali iniziano a conoscersi i due distinti villaggi di Castellone e San Vincenzo, come ricordato nel Chronicon già dal 1383.
L'incastellamento risale quindi al periodo socialmente instabile tra la fine dell'XI secolo e l'inizio del XII. Con l'invasione normanna infatti si va accentuando il fenomeno della creazione di feudi locali e i villaggi sono quindi obbligati a spostarsi sulla cima delle colline per ragioni di protezione dalle incursioni di rapaci signori locali.
Fino al XV secolo è stato parte integrante del Giustizierato d'Abruzzo e dell'Abruzzo Citeriore.

### L'epoca moderna
Durante il periodo borbonico, il mandamento di Castellone fa parte della Terra di Lavoro. Solo il 17 febbraio 1861, il mandamento, unitamente a Venafro, è distaccato dalla Terra di Lavoro e diviene parte amministrativa della nuova provincia di Campobasso. Nel decennio successivo all'Unità d'Italia, la zona della Catena delle Mainarde e della valle dell'Alto Volturno fu interessata dalle azioni di numerose bande di briganti. Vi è infatti notizia di almeno due assalti da parte di briganti, una dell'11 gennaio 1861, e l'altra del 2 luglio 1861, quando il capitano Cremo del distaccamento militare di Venafro telegrafa ai suoi superiori a Caserta affermando che Castellone è stata occupata dai briganti. Nel 1884 la valle del Volturno è invece flagellata da un'epidemia di colera.
Il comune è nato dalla fusione, nel 1928, dei precedenti comuni di Castellone al Volturno e San Vincenzo al Volturno. L'aspetto urbanistico risalente ai due comuni separati è visibile tutt'oggi, essendoci due piazze principali con due chiese e due targhe ai caduti, una per paese. In passato il comune di Castellone fu sede di carcere e di pretura, nonché capoluogo di mandamento, ente locale a metà fra il comune e il circondario, abolito insieme a quest'ultimo nel 1927.
Nel 1990 con D.P.R. il territorio di Castel San Vincenzo entra a fare parte del Parco nazionale d'Abruzzo, Lazio e Molise.

### Simboli
L'odierno stemma del Comune di Castel San Vincenzo, concesso assieme al gonfalone con decreto del presidente della Repubblica del 7 aprile 1959, raffigura su campo azzurro una torre rotonda, aperta e finestrata, poggiata sul centrale di tre monti all'italiana d'argento. Alla destra del torrione un leone rampante e alla sinistra in cielo un crescente volto d'argento. Sia il leone che la mezzaluna fanno probabile riferimento ai saccheggi arabi del IX secolo.
Il gonfalone è un drappo di azzurro.

## Monumenti e luoghi d'interesse

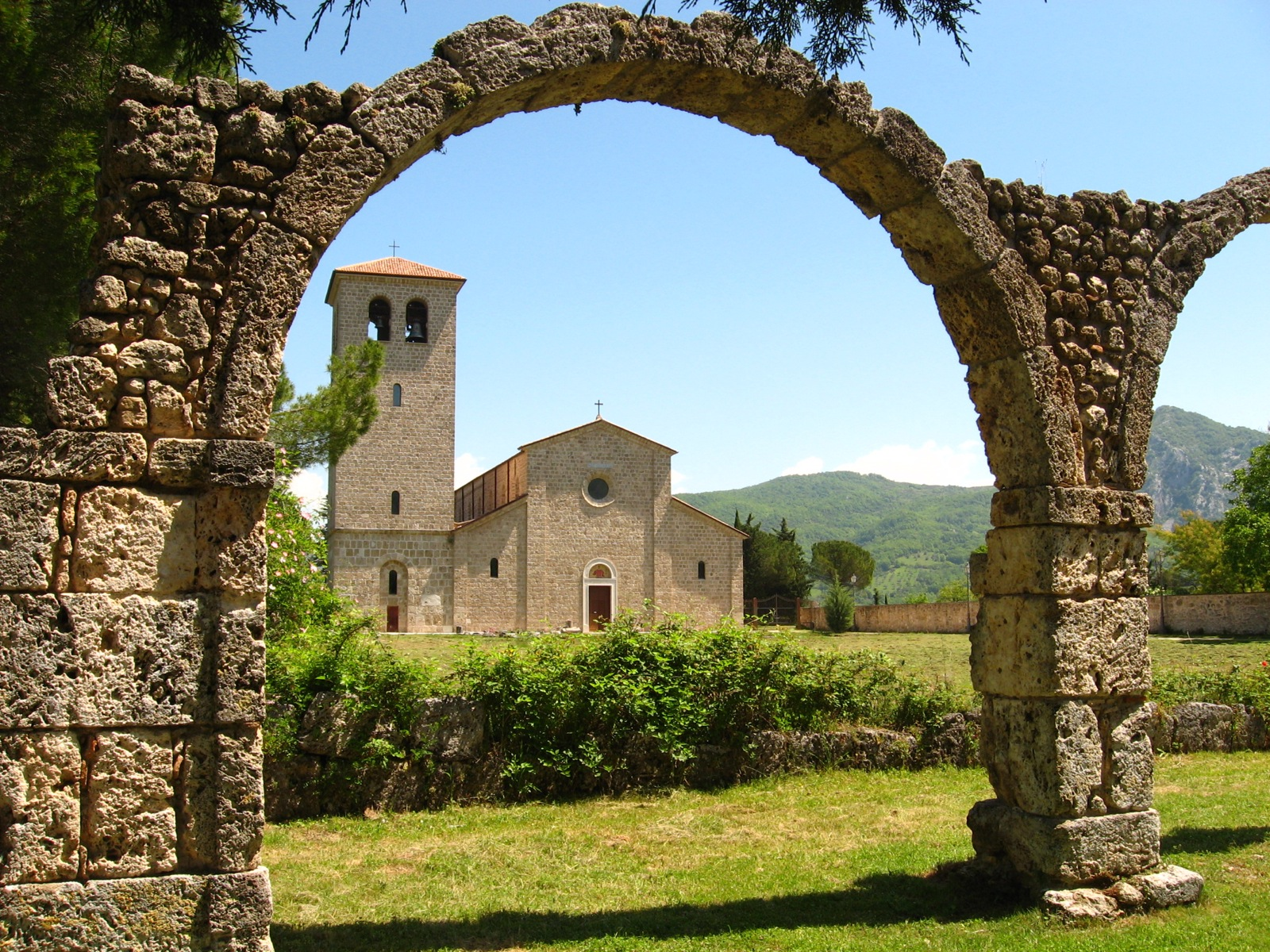
Abbazia di San Vincenzo al Volturno

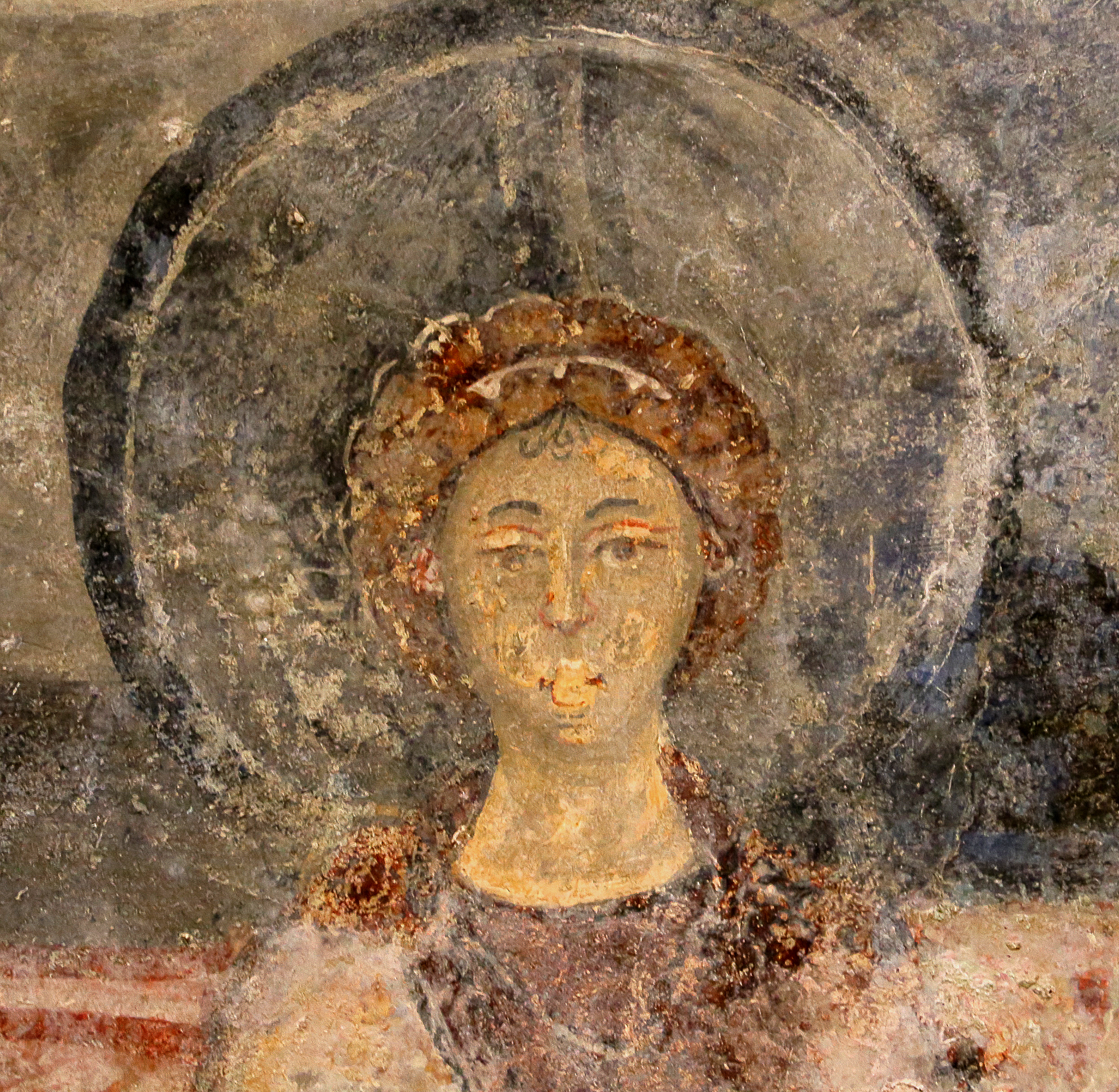
Un affresco raffigura l'arcangelo Raffaele nell'Abbazia di San Vincenzo.

- Chiesa di Santo Stefano, datata tra il XII e il XIII secolo. Parrocchia di Castel San Vincenzo, si affaccia su piazza Vittorio Emanuele III, nella parte est del paese. La chiesa nell'impianto attuale è frutto di sovrapposizioni, di originale si conserva il portale principale romanico con lunetta affrescata dal gruppo della Madonna Assunta col Bambino tra santi; la facciata è tardo barocca, con piccolo oculo, e campanile laterale a torre con cuspide. L'interno a navata unica ha volte a crociera coperte da intonaco e qualche affresco barocco, sulla sinistra si trova un pulpito in noce, cappelle laterali, e il catino absidale finale con nicchie centrale, e tabernacolo con due statue laterali di santi in nicchie: Santo Stefano, e la Madonna col Bambino. Il catino absidale ha degli affreschi moderni.
- Abbazia benedettina di San Vincenzo al Volturno, che si trova al confine con Rocchetta al Volturno. La chiesa monastica è una delle più antiche del Molise e del sud d'Italia, risalente all'VIII secolo, e ricostruita nel IX secolo sotto Carlo Magno, e rifatta nel X secolo dopo le invasioni saracene. Fino all'epoca normanna, l'abbazia era una delle più ricche e potenti del Contado di Molise, e aveva molti feudi, anche in Campania e negli Abruzzi. Il monastero antico di San Vincenzo Maggiore era più esteso dell'attuale abbazia, che fu costruita nel XII secolo, e restaurata pesantemente in stile pseudo romanico negli anni '70, essendo prima in stile tardo barocco. Il complesso di San Vincenzo nel XVII secolo cadde in abbandono, ed è stato scoperto soltanto negli anni '70 con scavi archeologici, che hanno riportato alla luce anche la cripta dell'abate Epifanio, con importantissimi affreschi di periodo longobardo.
- Chiesa di San Martino: altra chiesa del centro, in piazza G. Marconi. Era medievale, ma oggi si presenta in stile tardo barocco; con facciata in pietra intonacata con timpano leggermente curvilineo, portale architravato barocco a timpano spezzato, finestrone centrale, campanile laterale a torre quadrata con lanterna e cuspide circolare; interno a tre navate intonacate, con volta a botte lunettata, e altare a muro con coro ligneo settecentesco retrostante sormontato da una grande tela raffigurante la Madonna Assunta tra san Martino e san Vincenzo martire.
- Borgo medievale di Castel San Vincenzo: accessibile dalla porta medievale ad arco di piazza Umberto I, seguendo il dedalo di strade di via Roma, via Vittorio Emanuele, via Sannio, via Molise e piazza Marconi, seguendo le antiche mura di cinta.
- Santuario della Madonna delle Grazie: in località Cartiera, si trova sopra un colle, risale al XVII secolo, attualmente si presenta in stile neoclassico, è preceduto da una via sacra monumentale con una statua della Madonna.
- Centro visite faunistico "Oscar Caporaso"
- Borgo medievale di Castellone sopra San Vincenzo, di cui si ricorda la chiesa di San Rocco
- Parco nazionale d'Abruzzo, Lazio e Molise
- Eremo di S. Michele a Foce

## Società

### Evoluzione demografica
Abitanti censiti

## Amministrazione
| Periodo        | Periodo        | Primo cittadino   | Partito                         | Carica                  | Note |
| -------------- | -------------- | ----------------- | ------------------------------- | ----------------------- | ---- |
| 27 giugno 1985 | 7 giugno 1990  | Orlando Iannotta  | Democrazia Cristiana            | Sindaco                 |      |
| 11 giugno 1990 | 24 aprile 1995 | Franco Colantonio | Partito Socialista Italiano     | Sindaco                 |      |
| 24 aprile 1995 | 13 giugno 2004 | Franco Colantonio | lista civica                    | Sindaco                 |      |
| 13 giugno 2004 | 16 marzo 2010  | Domenico Di Cicco | Insieme per Castel San Vincenzo | Sindaco                 |      |
| 16 marzo 2010  | 16 maggio 2011 | Anna De Luna      |                                 | Commissario prefettizio |      |
| 16 maggio 2011 | 5 giugno 2016  | Domenico Di Cicco | Insieme per Castel San Vincenzo | Sindaco                 |      |
| 5 giugno 2016  | in carica      | Marisa Margiotta  | Insieme per Castel San Vincenzo | Sindaco                 |      |